# Békési-sík
A Békési-sík 1250 km² területű. A Körös–Maros köze középtáj (24,3%-a) északi részén helyezkedik el, Békés és Jász-Nagykun-Szolnok vármegye területén, 18 darab településsel amelyek közül jelentősebb: Békéscsaba, Gyomaendrőd, Murony, Kondoros, Mezőberény, Szarvas. 83 és 92 méter közötti tengerszint feletti magasságú, infúziós lösszel és agyaggal fedett, jelenleg magas ártéri szintben elhelyezkedő marosi hordalékkúpsíkság peremi része. Kis átlagos relatív reliefű (2–3 m/km²), északnyugaton 5 m/km² feletti. A felszíni infúziós löszös, ártéri iszapos, agyagos üledékek a marosi illetve a körösi hordalékkúpok peremi zónájához tartoznak, illetve azok közén rakódtak le. Ezekhez az üledékekhez jelentős hasznosítható nyersanyag előfordulások kapcsolódnak: cserép- és vázkerámiai agyag (Békéscsaba 11 M m³), téglaagyag (Mezőberény 6,5 M m³, Gyoma 0,5 M m³), falazó és vakoló homok (Kondoros, Endrőd, Csárdaszállás, Kamut, Örménykút).

## Éghajlata
A napsütéses órák száma 2000 körüli, nyáron 810 óra körüli, télen kevéssel 190 óra fölötti napfény várható. Az évi középhőmérséklet: 10,2- 10,4 °C, a vegetációs időszaké 17,1-17,3 °C. Csapadék 550–570 mm valószínűsíthető évente, a tenyészidőszakban 320–330 mm esőre számíthatunk. Gyomán mérték a legtöbb egy nap alatt lehullott csapadékot, 97 mm-t. A leggyakoribb szélirány az északi és a déli. Ariditási index: 1,23-1,28. Ezek alapján mérsékelten meleg és a meleg éghajlati öv határán terül el a kistáj.

## Vízrajz
A Körösök vízrendszerére támaszkodó területekről a Gyula – Kétegyházai- felfogó-csatorna ( 20 km, 251 km²) a Fehér-Körösbe, az Élővíz-csatorna (37 km, 540 km²), Gerlai-holtág (22 km, 327 km²) és a Mezőberény-Csatorna (13 km, 100 km²) a Kettős-Körösbe,  a Félhalmi- (7 km, 117 km²) és a Fazekaszugi-főcsatorna (36 km, 172 km²) a Hármas-Körösbe vezeti vizét. A mellékcsatornák közül a Cigányér-Kondoros-völgyi- (15 km, 110 km²), Dögös-Kákafoki (36 km, 445 km²) és a Malomzug-Décs-pusztai-főcsatorna (15 km, 159 km²) jelentősebb. Száraz, gyér lefolyású, erősen vízhiányos terület. A csatornák általában hóolvadáskor és/vagy nyár elején áradnak meg. Állóvizei között 5 természetes tavat találunk. A talajvíz a táj nagyobb részén 2–4 m között érhető el. A rétegvíz mennyiségét 1–1,5 l/s.km²-re becsülik.